# Organisation communiste de Grèce

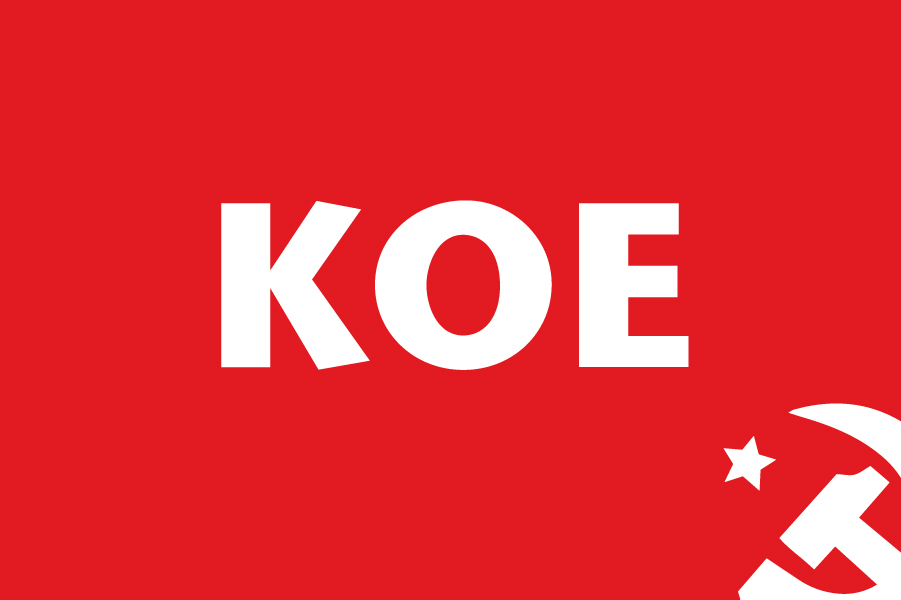
Drapeau de l'Organisation Communiste de Grèce.

L’Organisation Communiste de Grèce (grec moderne : Κομμουνιστική Οργάνωση Ελλάδας, ΚΟΕ) est un parti politique grec d’orientation marxiste-léniniste et maoïste fondé en 2003. Il est depuis 2007 membre de la coalition de la gauche radicale (SYRIZA).

## Origines
La KOE tire ses origines dans l'Organisation des marxistes-léninistes de Grèce (OMLE) fondée en 1964 par des dissidents du Parti communiste de Grèce (KKE) qui rejetaient le « révisionnisme soviétique » et adhéraient aux thèses développées alors par Mao Zedong.
La mort de Mao Tsé-Toung en 1976 entraîne une crise au sein de l'OMLE. La majorité forme alors le Parti communiste de Grèce (marxiste léniniste), abrégé KKE(ml), tandis qu'une minorité crée le Parti communiste marxiste-léniniste de Grèce (ML KKE).
Au début des années 1980, le KKE(ml) entre à son tour dans une crise grave et une partie de ses militants finit par le quitter pour former en 1984 l'organisation A/synechia. En janvier 2003 A/synechia se transforme en Organisation Communiste de Grèce (KOE).

## Idéologie
La KOE est une organisation se réclamant du marxisme-léninisme et du maoïsme. Elle développe une idéologie communiste, internationaliste, anticapitaliste et anti-impérialiste. Elle plaide ainsi pour la sortie de la Grèce de l'Union européenne [réf. souhaitée] [pourquoi ?] et de l'OTAN[réf. souhaitée] et réclame la dissolution de l'OMC et du FMI qu'elles considère comme des organisations impérialistes.
Au niveau international la KOE est membre de la Conférence internationale des partis et organisations marxistes-léninistes (correspondance de presse internationale) qui regroupe plusieurs partis maoïstes à travers le monde.

## Élections
Pour les élections législatives de 2004, la KOE n'a pas présenté de candidats mais a appelé à voter pour la coalition de gauche radicale SYRIZA. Cette même année la KOE appelait les Grecs à s'abstenir pour les élections européennes.[réf. souhaitée]
La KOE a rejoint la coalition SYRIZA en tant que membre à part entière en 2007. Cette même année SYRIZA obtient 5,04 % des voix et 14 députés aux élections législatives. Lors des élections de 2009, la coalition réalise un score de 4,60 % et obtient 13 sièges.

## Publication
Le journal du parti a d'abord été Aristera! (« Gauche ! »). Publié depuis février 1996, Aristera! était avant la fondation de la KOE en 2003 le journal de l’organisation A/synechia.
Début 2010, la KOE et le SHK (Mouvement pour l'unité dans l'action à gauche, membre de la coalition SYRIZA) décident d'arrêter leur publication respective pour sortir un journal commun : Dromos tis Aristeras (« Route de la Gauche »).

## Liens